# Raad-2
Il Raad-2 ("Tuono-2") è un obice semovente iraniano.

## Storia
Agli inizi di settembre 1997 l'Iran comunicò di aver testato con successo un semovente d'artiglieria realizzato localmente, conosciuto come Raad-2.
La torretta è esternamente simile a quella del semovente americano M109A1 con cannone da 155/39 mm. L'obice da 155 mm HM44, prodotto dallo stabilimento Hadid della Defense Industries Organization (DIO), appare identico al 155/39 mm M185 americano del M109A1, con freno di bocca a due luci, estrattore di fumo, otturatore a vite, recuperatore idro-pneumatico e freno di sparo idraulico; è accreditato per una cadenza di tiro di 5 colpi al minuto e per una gittata di 30 km. Il pezzo è dotato di sistema di caricamento semi-automatico e di telemetro laser.
Lo scafo cingolato è quello del veicolo trasporto truppe Boragh, copia locale del veicolo da combattimento della fanteria BMP-1 sovietico o del Type 86 cinese. La velocità sul campo di battaglia è di 70 km/h.

## Varianti
- Raad-2 - Versione obice semovente basico.
  - Raad-2M - Raad-2 migliorato con il propulsore ucraino 5TDF (installato per esempio sul carro armato T-64) in sostituzione del diesel V8 originale.